# Lysvik
Lysvik är en tätort i Sunne kommun och kyrkbyn i Lysviks socken. Orten ligger på östra sidan av Övre Fryken och passeras av Fryksdalsbanan.

## Historia
Lysvik omnämns första gången 1503 som "Lisswig". Orten var centralort för Lysviks landskommun innan den 1971 gick upp i Sunne kommun.

### Befolkningsutveckling
| Befolkningsutvecklingen i Lysvik 1960–2020 | Befolkningsutvecklingen i Lysvik 1960–2020 | Befolkningsutvecklingen i Lysvik 1960–2020 | Befolkningsutvecklingen i Lysvik 1960–2020 | Befolkningsutvecklingen i Lysvik 1960–2020 |
| ------------------------------------------ | ------------------------------------------ | ------------------------------------------ | ------------------------------------------ | ------------------------------------------ |
|                                            |                                            |                                            |                                            |                                            |
| År                                         |                                            |                                            | Folkmängd                                  | Areal (ha)                                 |
| 1960                                       | 1960                                       |                                            | 322                                        |                                            |
| 1965                                       | 1965                                       |                                            | 332                                        |                                            |
| 1970                                       | 1970                                       |                                            | 317                                        |                                            |
| 1975                                       | 1975                                       |                                            | 298                                        |                                            |
| 1980                                       | 1980                                       |                                            | 281                                        |                                            |
| 1990                                       | 1990                                       |                                            | 365                                        | 82                                         |
| 1995                                       | 1995                                       |                                            | 350                                        | 83                                         |
| 2000                                       | 2000                                       |                                            | 342                                        | 83                                         |
| 2005                                       | 2005                                       |                                            | 341                                        | 83                                         |
| 2010                                       | 2010                                       |                                            | 341                                        | 81                                         |
| 2015                                       | 2015                                       |                                            | 326                                        | 91                                         |
| 2020                                       | 2020                                       |                                            | 331                                        | 90                                         |
|                                            |                                            |                                            |                                            |                                            |

## Samhället
I samhället finns Lysviks kyrka, lanthandel, grundskola, idrottshall, Barnens hus, restauranger, glasscafé, vandrarhem, hembygdsgård, serviceboende för äldre, samt en camping med lång sandstrand. Utanför Lysvik finns även vandringsleder och gravar från bronsåldern. 

## Lysvik i litteraturen
Lysvik förekommer i skönlitteratur, bland annat i den historiska romanen Bortom bergen sjunker solen av Leif Syrén.
Under några år på fyrtiotalet levde Sven Rosendahl med sin familj strax utanför Lysvik, vid östra stranden av Fryken. Regelbundet skrev han naturskisser från tillvaron vid sjön, till Stockholms-Tidningen. Dagar vid Fryken (Heidruns Förlag) är ett urval av Sven Rosendahls naturskisser i Stockholms-Tidningen, sammanställda av Bengt Emil Johnson och Staffan Söderblom, som också skrivit ett förord. Boken är illustrerad av lysvikskonstnären Bo Jonzon.

## Idrott
I Lysvik finns fotbollsklubben Lysviks IF, damfotbollsklubben Mallbackens IF och skidklubben IK Fryken.